# Městské muzeum v Jaroměři
Městské muzeum v Jaroměři je jednou z nejstarších institucí svého druhu v Královéhradeckém kraji. Působí od roku 1883. Mezi léty 1955–1960 mělo statut okresního muzea. Současným zřizovatelem muzea (2025) je město Jaroměř.
Sídlí v budově Wenkeova domu a Husově ulici v Jaroměři. Současným ředitelem muzea (2025) je Mgr. Rudolf Havelka, Ph.D.

## Historie
Vzniku muzea v Jaroměři předcházela výstava starožitností v roce 1879. Vystaveno bylo několik set předmětů, které pocházely především z Jaroměřska. Městské muzeum bylo založeno společným nákladem spořitelny, obce a občanské záložny. Návrh na schůzi spořitelního výboru podal 20. ledna 1883 podnikatel František Polický. Správou muzea byl pověřen sběratel starožitností Jan Baudyš a zmíněný František Polický. Jan Baudyš poskytl pro první uložení předmětů místnost ve svém domě „na staré poště“ na Jakubské předměstí.
Dne 1. března 1883 byli občané Jaroměře starostou A. Vodákem pobídnuti ke sbírání a záchraně památek. První muzejní expozice byla k vidění v roce 1886 v nové chlapecké škole Na Ostrově. Zde také muzeum v několika místnostech až do roku 1947 sídlilo. Tato reprezentativní budova byla vystavěna v novorenesančním slohu dle projektu stavebního rady Arnošta Jenšovského. Byla slavnostně otevřena 6. září 1885. Sbírky byly zpřístupněny zdarma o velkých svátcích. Od počátku své existence muzeum spravovalo také městský archiv a veřejnou městskou knihovnu (čítárnu). Zde bylo uloženo 400 svazků včetně pamětní knihy, v niž první podpis náležel cestovateli a lékaři Pavlu Durdíkovi. Sbírky byly již od založení inventarizovány a tematicky tříděny.
Muzeum se účastnilo jako svébytná jednotka Jubilejní zemské výstavy v Praze v roce 1891 a Národopisné výstavy českoslovanské v Praze v roce 1895, kde byla vystavena tzv. Jaroměřská chalupa. Stejně tak je jeho účast zaznamenána na národopisných výstavách v Hradci Králové, Pardubicích a Hořicích.
V roce 1925 vzniklo na základě muzejního spolku, který byl založen již roku 1909, městské muzeum v Josefově. V poválečném období v roce 1949 bylo muzeum v Josefově začleněno pod jaroměřské muzeum.
Již v průběhu 30. let usilovali představitelé muzea o získání nové budovy. Důvodem byl nedostatečný prostor na rozrůstající se sbírku a také nevhodné podmínky stávající budovy. Veškeré snahy ale přerušila druhá světová válka. V roce 1947 se městské muzeum přestěhovalo do budovy bývalého obchodního domu A. Wenke a syn, kterou navrhl Josef Gočár. V nové budově muzea již nebyly vystaveny všechny předměty, ale jen asi třetina, větší část putovala do depozitáře. Muzeum v poválečné době spravovali členové muzejní komise Jan Kuběnka ml., Vilém Menzel, Josef Pácalt, Jan Vacek a Karel Kokořínek. První výstavy v novém objektu se zhostili významní jaroměřští rodáci a sochaři Otakar Španiel a Josef Wagner.
Na přelomu 50. a 60. let 20. století bylo otevřeno hned několik dalších expozic. V roce 1959 byla otevřena expozice Pravěk Jaroměřska (otevřena do roku 1978). Souběžně vznikala expozice Historický vývoj Jaroměřska za feudalismu, která byla veřejnosti zpřístupněna v červnu 1961. Ve stejném roce byla navázána spolupráce s Národní galerií v Praze na expozici věnované plastikám a medailím Otakara Španiela. V roce 1962 bylo v muzeu instalováno dílo Josefa Wagnera.
Mezi léty 1978–2011 muzeum zajišťovalo i chod prohlídkového okruhu podzemí v Josefově, kasematy v Bastionu I a lapidárium soch Matyáše Bernarda Brauna. Mezi léty 2004–2007 pak dohlíželo i na expozici Prvního vojenskohistorického muzea M. Frosta.

### Budova muzea – Wenkeův dům

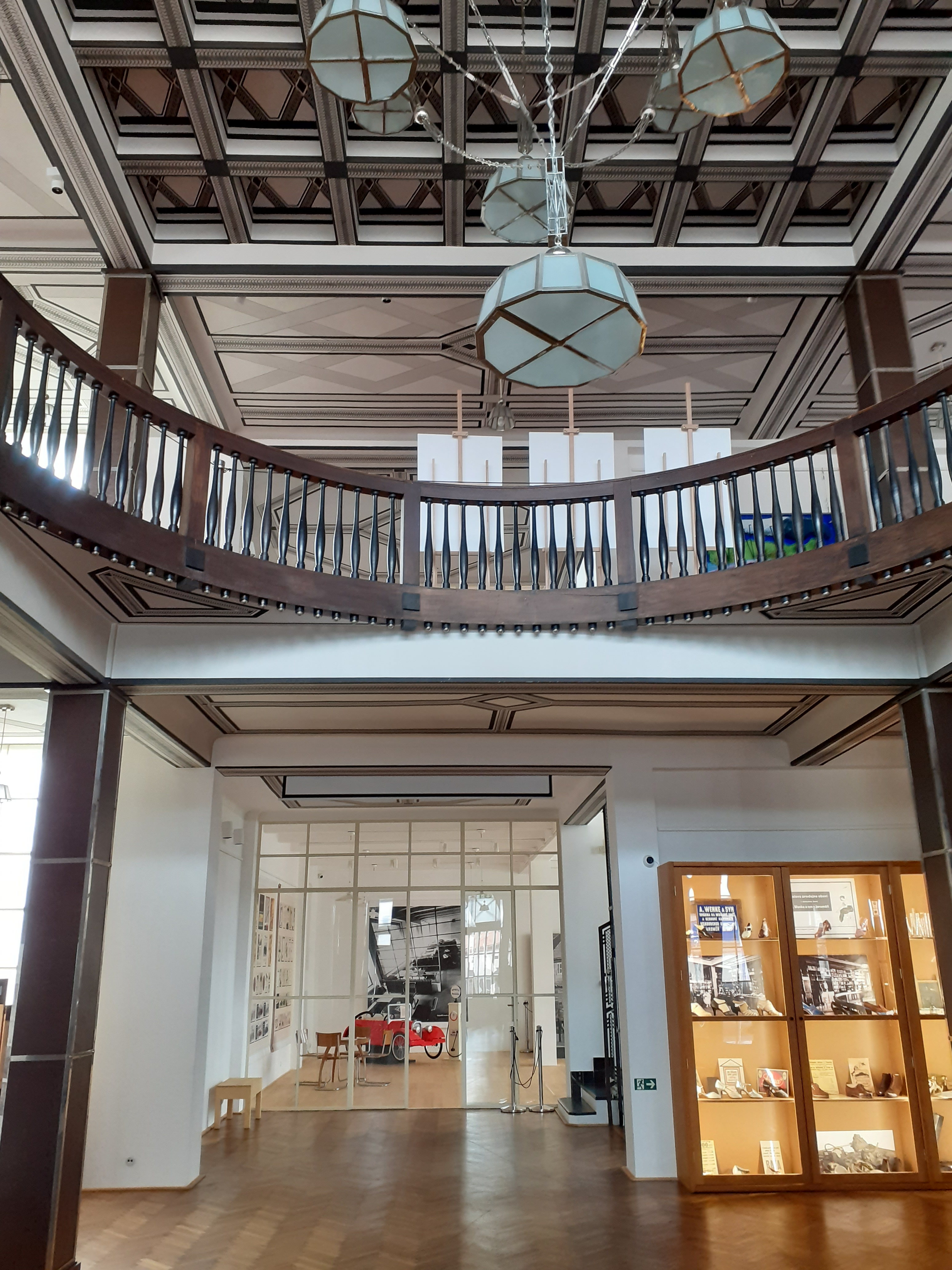
Interiér Wenkeova doma

Od roku 1947 Městské muzeum sídlí v budově Wenkeova domu. Obchodní dům Wenke a syn byl postaven mezi roky 1910–1911. Navrhl ho architekt Josef Gočár a stavitelem se stal Josef Máša. Budova byla v roce 1958 vyhlášena kulturní památkou a v roce 2017 národní kulturní památkou. V 60. letech 20. století se pro muzeum hledaly opět nové prostory, protože to vypadalo, že Wenkeův dům bude sloužit původnímu účelu. Tento záměr však nakonec nebyl realizován.
Hlavní budova Městského muzea v Jaroměři se nachází v řadové zástavbě na ulici Husova. Interiér je skvěle prosvětlen díky výkladním skříním v přízemí a pásovému oknu v první patře. Hlavní prostor v přízemí je ideálně řešený obchodní sál s malovanou výzdobou stropu v přední části, s bohatým moderním lustrem a výtahem.

Od roku 2020 byla budova rekonstruována. Rekonstrukce s sebou nesla i odstraněních nepůvodních prvků na objektu. Dne 20. září 2022 bylo možné jednorázově navštívit zrekonstruované prostory. Dům byl po rekonstrukci otevřen v březnu 2023. Rekonstrukce byla z 85 % zaplacena z dotace, 5 % poskytl stát, 10 % město Jaroměř a milion korun poskytl také Královéhradecký kraj.

### Sbírka
Sbírka Městského muzea v Jaroměři čítá přibližně deset tisíc sbírkových předmětů. Mezi hlavní fondy se řadí: archeologický, etnografický, uměleckoprůmyslový, výtvarný, fotografický a fond militarií. K dalším částem sbírky patří také muzejní knihovna a muzejní archiv. Ve válečných letech byla část sbírky muzea uložena v kryptě kostela sv. Mikuláše. V roce 1949 Městské muzeum v Jaroměři převzalo sbírku zrušeného muzea v Josefově.
- Archeologický fond je zastoupen větším množstvím předmětů, zároveň ale již není doplňován. Předměty pochází většinou z konce 19. století a 1. poloviny 20. století. Při svém studiu sbírku odborně uspořádal a zkatalogizoval Jiří Neústupný. Pozdější inventarizace po sloučení jaroměřského muzea s josefovským provedl Jan Tomský z Městského historického muzea v Hradci Králové. V archeologickém fondu se nachází největší sbírkový předmět muzea monoxylon – dřevěná loď vydlabaná z jednoho kmene. Dále je ve fondu možné nalézt keramické nádoby, bronzové zbraně a šperky. Kuriozní součástí fondu jsou úmyslná falza neolitické keramiky.[12]
- U počátků etnografického fondu jaroměřského muzea stáli sběratelé Josef Duška, Josef Matějka a učitel na řemeslnické školy v Jaroměři Josef Šíma (otec malíře Josefa Šímy). Součástí jsou například četné textilie, ale i nástroje na výrobu příze, lidový nábytek a tiskařské formy na modrotisk. Fond byl značně rozšířen po sloučení jaroměřského a josefovského muzea. V roce 1895 se konala Národopisná výstava českoslovanská v Praze, kde byla prezentována tzv. Jaroměřská chalupa. Interiér zachycoval tradiční život na venkově ve východních Čechách. Po skončení výstavy některé exponáty putovaly zpět do jaroměřského muzea. Dodnes jsou speciálně označeny.[12]

- Uměleckoprůmyslový fond není z většiny svým původem vázán na oblast Jaroměře. Obsahuje však vzácné keramické, skleněné i porcelánové předměty. Z dílny místní řemeslnické školy pochází kolekce zámečnických a kovářských exponátů.[12]

- Výtvarný fond je jedním z početnějších fondů v rámci muzea. Mezi nejstarší předměty patří torzo oltáře s výjevem Zmrtvýchvstání pocházející z chrámu sv. Mikuláše v Jaroměři. K nejcennějším předmětům fondu náleží dřevěná socha poustevníka sv. Antonína od Řehoře Thenyho. Dále se ve fondu nachází soubor církevních plastik, měšťanské portréty, krajinomalby a podmalby na sklo z 19. století, kolekce obrazů a kreseb od ruských zajatců internovaných v Josefově za první světové války, sochy, mapy a plány. Zásadní jsou díla jaroměřských rodáků malíře Josefa Šímy a sochařů Otakara Španiela a Josefa Wagnera.[12]

- Fotografický fond je nejpočetnějším fondem a poskytuje muzejníkům i badatelům fotografický přehled událostí i míst Jaroměřska. Unikátem je například soubor fotografií bourání hradeb pevnosti Josefov od Františka Guldy. Fond byl z důvodu ochrany digitalizován.[12]

- Fond Militaria uceleně dokumentuje vývoj chladných a palných zbraní od 18. století od počátku 20. století. Nachází se zde převážně výzbroj rakouských a pruských vojsk, armády jiných států jsou zde zastoupeny v jednotlivinách. V období komunistického režimu muzeum spravovalo sbírku vojenských a loveckých zbraní z 18. a 19. století, která původně patřila továrníku Vilému Dlabolovi. V 90. letech byla tato sbírka v restituci navrácena jeho potomkům.[12]

### Knihovna a archiv
Od vnziku muzea byla jeho součástí také knihovna. Fond se zpočátku rozrůstal především z darů veřejnosti. Dnes obsahuje jedenáct tisíc svazků. K nejcennějším z nich se řadí rukopisy a zejména Kancionál koupený roku 1566 pro literátské bratrstvo s iluminacemi. Byl cenzurován jako řada dalších rukopisů v první polovině 18. století páterem Antonínem Koniášem. Další rozšiřování knihovního fondu spočívá v publikacích se vztahem ke slavným rodákům města, významným osobnostem a pamětihodnostem Jaroměřska. Fond jaroměřských starých tisků od 16. do 19. století je digitalizován.
Archiv muzea ve svém fondu spravuje především soubor plakátů, a to jak celostátních, tak regionálních i lokálních. Tematicky jsou to například politické informační letáky z Jaroměře a Josefova z období první a druhé světové války, 50. let 20. století a spojené s událostmi roku 1989.

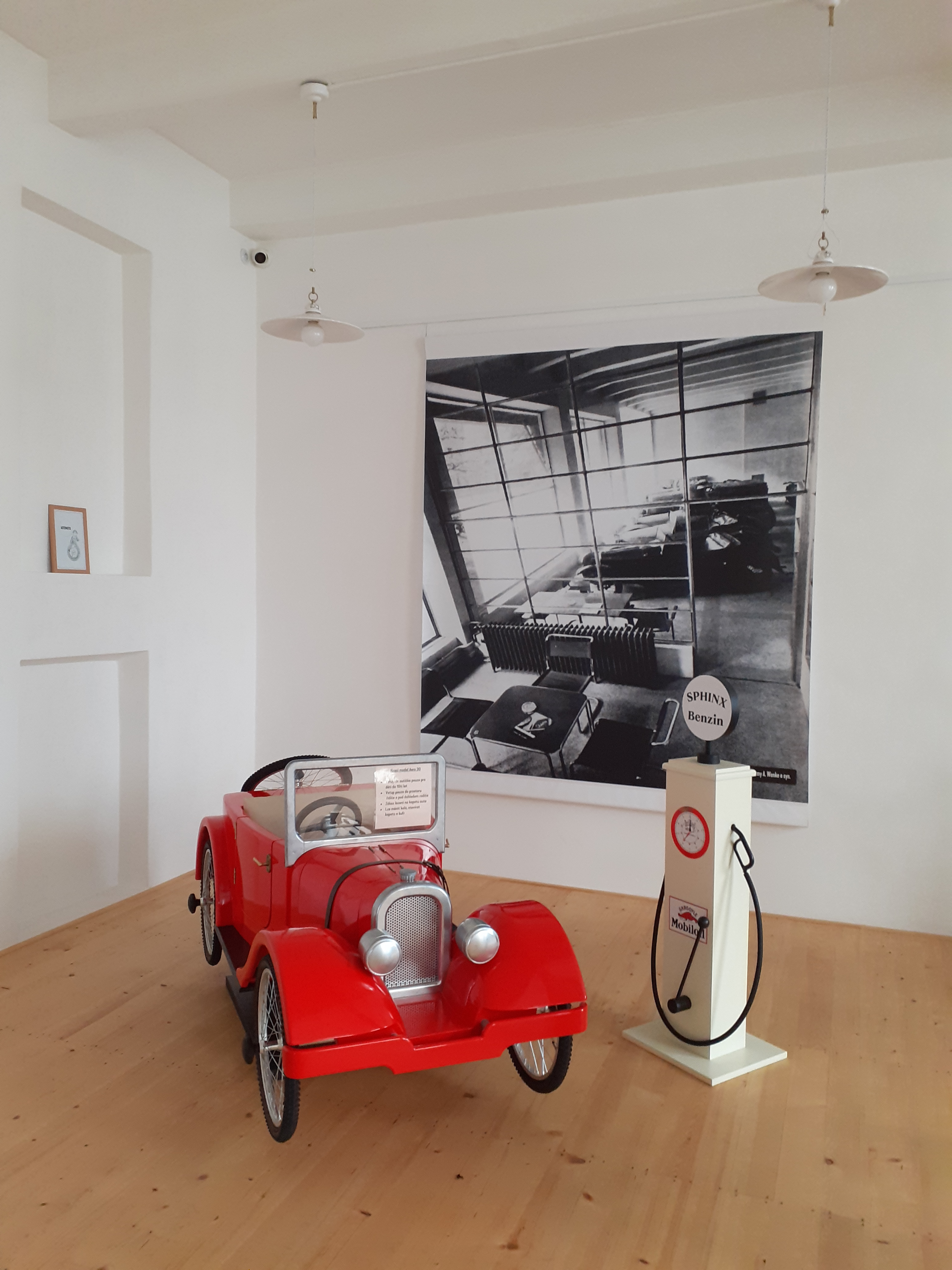
Z expozice (2024)

### Expozice a výstavy
Stálé expozice umístěné v interiéru Wenkeova domu jsou rozděleny na dvě části, v každém patře jedna. V přízemí se návštěvník seznamuje s historií obchodního domu, jeho majitelem Josefem Wenkem a celou obchodnickou rodinou, architektem Josefem Gočárem a stavitelem Josefem Mášou. Expozice obsahuje interaktivní prvky především pro dětské návštěvníky.
Druhá část expozice v prvním patře náleží jaroměřským výtvarníkům Josefu Šímovi, Otakaru Španielovi a Josefu Wagnerovi. Tato část expozice se pravidelně střídá s krátkodobými výstavami.
Během roku 2025 bude v muzeu k vidění několik krátkodobých výstav. Od listopadu 2024 je instalována výstava Kouzlo hraček (28. 11. 2024 – 23. 3. 2025), dále je to výstava Jiří Vít: Fotografie (9. 1. – 16. 3. 2025) a následovat budou Stíny války: Jaroměř 1938–1945 (7. 5. – 31. 10. 2025), Členská výstava spolku AMAG (5. 6. – 8. 9. 2025), Otakar Španiel: výročí 70 let od úmrtí (září – listopad 2025) a Andělské zvonění (listopad 2025 – únor 2026).